# Барнс, Скотти
Скотт Уэйн Барнс-младший (англ. Scott Wayne Barnes Jr; род. 1 августа 2001 года в Уэст-Палм-Бич, штат Флорида, США) — американский профессиональный баскетболист, выступающий в Национальной баскетбольной ассоциации за «Торонто Рэпторс». Играет на позиции лёгкого и тяжелого форвардов. Четвёртый номер драфта НБА 2021 года (был выбран командой «Торонто Рэпторс»).

## Начало карьеры
Родился во Флориде. В школьные годы Барнс успешно выступал за местную команду Уэст-Палм-Бич, а в 2019 году вместе с Кейдом Каннингемом и Дэйроном Шарпом присоединился к команде Академии Монтверде. Многие эксперты называли ту команду лучшей в истории школьного баскетбола. Барнс набирал в среднем за игру 11,6 очка, 6,5 подбора и 4,6 передачи, а Академия закончила сезон с результатом 25—0 Его выступления были отмечены экспертами MaxPreps и Sports Illustrated. Барнс был приглашён на Матч всех звёзд McDonald's, Jordan Brand Classic и Nike Hoop Summit, но все эти мероприятия не состоялись из-за пандемии коронавируса.
Скотти поступил в колледж Флориды и в дебютном сезоне набирал 10,3 очка, 4,1 ассиста, 4 подбора и 1,5 перехвата за игру, став лучшим новичком и лучшим шестым игроком Конференции атлантического побережья и войдя в третью символическую сборную турнира. 9 апреля он объявил о своём намерении участвовать в Драфте НБА 2021 года.

## Карьера в НБА
Барнс был выбран на драфте «Торонто Рэпторс» под 4-м общим номером On August 8, 2021, he signed a contract with the Raptors.. 20 октября он дебютировал в НБА в игре против «Вашингтон Уизардс». Уже через два дня он набрал 25 очков и 13 подборов и помог своей команде одержать победу над «Бостоном». В феврале он был признан лучшим новичком месяца Восточной конференции.
18 марта в игре с «Лос-Анджелес Лейкерс» Скотти набрал рекордные для себя 31 очко и 17 подборов, однако «Рэпторс» уступили соперникам в овертайме. По итогам сезона Барнс был удостоен звания новичка года в НБА. Выходивший в стартовом составе во всех 74 играх, в которых он принимал участие, форвард внёс существенный вклад в попадание команды в плей-офф напрямую с пятого места.
4 ноября 2022 года Барнс сделал свой первый в карьере трипл-дабл, набрав 11 очков, 11 подборов и 10 передач в матче с «Даллас Маверикс» (111:110). 10 марта 2023 года Барнс набрал максимальные в карьере 32 очка в матче с «Лос-Анджелес Лейкерс» (122:112).
6 февраля 2024 года Адам Сильвер, комиссар НБА, включил Барнса на матч всех звезд НБА 2024 года после травм Джулиуса Рэндла и Джоэла Эмбиида. Барнс впервые в своей карьере принял участие в матче всех звезд НБА, набрал 16 очков, собрал 8 подборов и отдал 3 передачи.
8 июля 2024 года Барнс официально подписал пятилетний контракт с «Рэпторс» на сумму 225 миллионов долларов, которая может вырасти до 270 миллионов долларов, если игрок будет соответствовать требованиям супермакса. Продление контракта для Барнса официально начнется в сезоне 2025/2026 после истечения его первого контракта и продлится до сезона НБА 2029/2030. После продления контракта Барнс стал самым высокооплачиваемым игроком в истории франшизы.
3 декабря 2024 года Барнс набрал максимальные в карьере 35 очков, девять подборов и шесть передач в победе над «Индианой Пэйсерс» со счетом 122-111.
27 января 2025 года Барнс был выбран лучшим игроком недели Восточной конференции. На его счету 22 очка, 9,7 подбора, 6 передач, 1,7 перехвата и 1 блок-шот в среднем за 3 игры.

## Карьера в сборной
Барнс в составе сборной США выиграл два юношеских чемпионата мира: 2018 (U-17) и 2019 (U-18) годах, а также стал победителем Американских игр среди баскетболистов до 16 лет в 2017 году.

## Статистика

### Статистика в НБА
| Сезон                                                                                    | Команда | Регулярный сезон | Регулярный сезон | Регулярный сезон | Регулярный сезон | Регулярный сезон | Регулярный сезон | Регулярный сезон | Регулярный сезон | Регулярный сезон | Регулярный сезон | Регулярный сезон | Серия плей-офф | Серия плей-офф | Серия плей-офф | Серия плей-офф | Серия плей-офф | Серия плей-офф | Серия плей-офф | Серия плей-офф | Серия плей-офф | Серия плей-офф | Серия плей-офф |
| Сезон                                                                                    | Команда | GP               | GS               | MPG              | FG%              | 3P%              | FT%              | RPG              | APG              | SPG              | BPG              | PPG              | GP             | GS             | MPG            | FG%            | 3P%            | FT%            | RPG            | APG            | SPG            | BPG            | PPG            |
| ---------------------------------------------------------------------------------------- | ------- | ---------------- | ---------------- | ---------------- | ---------------- | ---------------- | ---------------- | ---------------- | ---------------- | ---------------- | ---------------- | ---------------- | -------------- | -------------- | -------------- | -------------- | -------------- | -------------- | -------------- | -------------- | -------------- | -------------- | -------------- |
| 2021/22                                                                                  | Торонто | 74               | 74               | 35,4             | 49,2             | 30,1             | 73,5             | 7,5              | 3,5              | 1,1              | 0,7              | 15,3             | 4              | 3              | 33,3           | 42,9           | 16,7           | 81,3           | 9,0            | 4,3            | 1,0            | 0,3            | 12,8           |
| 2022/23                                                                                  | Торонто | 77               | 76               | 34,8             | 45,6             | 28,1             | 77,2             | 6,6              | 4,8              | 1,1              | 0,8              | 15,3             | Не участвовал  | Не участвовал  | Не участвовал  | Не участвовал  | Не участвовал  | Не участвовал  | Не участвовал  | Не участвовал  | Не участвовал  | Не участвовал  | Не участвовал  |
| 2023/24                                                                                  | Торонто | 60               | 60               | 34,9             | 47,5             | 34,1             | 78,1             | 8,2              | 6,1              | 1,3              | 1,5              | 19,9             | Не участвовал  | Не участвовал  | Не участвовал  | Не участвовал  | Не участвовал  | Не участвовал  | Не участвовал  | Не участвовал  | Не участвовал  | Не участвовал  | Не участвовал  |
| 2024/25                                                                                  | Торонто | 65               | 65               | 32,8             | 44,6             | 27,1             | 75,5             | 7,7              | 5,8              | 1,4              | 1,0              | 19,3             | Не участвовал  | Не участвовал  | Не участвовал  | Не участвовал  | Не участвовал  | Не участвовал  | Не участвовал  | Не участвовал  | Не участвовал  | Не участвовал  | Не участвовал  |
|                                                                                          | Всего   | 276              | 275              | 34,5             | 46,6             | 30,0             | 76,1             | 7,5              | 5,0              | 1,2              | 1,0              | 17,2             | 4              | 3              | 33,3           | 42,9           | 16,7           | 81,3           | 9,0            | 4,3            | 1,0            | 0,3            | 12,8           |
| Наведите курсор мыши на аббревиатуры в заголовке таблицы, чтобы прочесть их расшифровку. |         |                  |                  |                  |                  |                  |                  |                  |                  |                  |                  |                  |                |                |                |                |                |                |                |                |                |                |                |

### Статистика в NCAA
| Сезон | Команда       | Conf  | Class | GP | GS | MPG  | FG%  | 3P%  | FT%  | RPG | APG | SPG | BPG | PPG  |
| --- | ------------- | ----- | ----- | -- | -- | ---- | ---- | ---- | ---- | --- | --- | --- | --- | ---- |
| 2020/21 | Флорида Стэйт | ACC   | FR    | 24 | 7  | 24,8 | 50,3 | 27,5 | 62,1 | 4,0 | 4,1 | 1,5 | 0,5 | 10,3 |
| Всего | Всего         | Всего | Всего | 24 | 7  | 24,8 | 50,3 | 27,5 | 62,1 | 4,0 | 4,1 | 1,5 | 0,5 | 10,3 |
| Наведите курсор мыши на аббревиатуры в заголовке таблицы, чтобы прочесть их расшифровку Статистика приведена с сайта sports-reference.com |               |       |       |    |    |      |      |      |      |     |     |     |     |      |